# 33 Полігімнія
Шаблон:Короткий опис
33 Полігімнія — астероїд головного поясу, що належить до світлого спектрального класу S. Він був відкритий 28 жовтня 1854 року французьким астрономом Жаном Шакорнаком у Марсельській обсерваторії, Франція і названий на честь Полігімнії, музи урочистих гімнів у давньогрецькій міфології.

## Обертання
Фотометричні спостереження цього астероїда в обсерваторії Орган Меси в Лас-Крусес, Нью-Мексико, протягом 2008 року дали криву блиску з періодом 18,609 ± 0,002 години та варіацією яскравості 0,15 ± 0,02 зоряної величини. Цей результат добре узгоджується з попереднім дослідженням, проведеним у 1980 році. Ці результати були перевірені додатковими спостереженнями у 2011 році, що дало уточнену оцінку 18,608 ± 0,001 години та варіацію яскравості 0,18 ± 0,02 зоряної величини. У 2020 році аналіз фотометричних даних Полігімнії з 2008 по 2019 рік визначив точніший період обертання 18,60888±0,00029. Також було визначено дві можливі орієнтації північного полюса Полігімнії, причому обидва рішення вказують на нахил осі 151–155° (екліптичні широти від –61° до –65°) відносно екліптики. 

## Орбіта
На своїй високоексцентричній (0,338) орбіті навколо Сонця, 33 Полігімнія виглядає найяскравішою (видима зоряна величина 10) на мінімальній відстані від Землі 0,91 а.о. Його орбіта ставить його в резонанс середнього руху 22:9 з планетою Юпітер. Розрахований ляпунівський час для цього астероїда становить 10 000 років, що вказує на те, що він займає хаотичну орбіту, яка з часом випадковим чином змінюватиметься через гравітаційні збурення планет. Вимірювання положення цього астероїда з 1854 по 1969 рік були використані для визначення гравітаційного впливу Юпітера на 33 Полігімнію. Це дає обернене співвідношення мас Юпітера відносно Сонця, що становить 1047,341±0,011.
У 2023 році група американських фізиків з Аризонського університету спробувала пояснити цю особливість астероїда. Вчені поставили собі за мету розрахувати атомну структуру і властивості надважких елементів Полігімнії (близько значення Z=164), використовуючи модель атома Томаса — Фермі. Результати роботи опубліковані в The European Physical Journal Plus.

## Маса та густина
У 2012 році дослідження Бенуа Керрі дало метаоцінку маси 6,20±0,74 для Полігімнії, на основі єдиного дослідження її гравітаційного впливу на інші тіла Сонячної системи. Однак, враховуючи, що діаметр Полігімнії 54 км, то ця маса передбачає надзвичайно високу густину 75,28±9,71. Така висока щільність є нереалістичною, тому Керрі вважав цю оцінку маси та щільності Полігімнії ненадійною. Кілька інших астероїдів з діаметром, подібним до Полігімнії, також мали надзвичайно високу щільність у дослідженні Керрі, але були відхилені як нереалістичні. Через малий розмір Полігімнії її гравітаційний вплив на інші тіла надзвичайно важко виявити, і це може призвести до дуже неточних оцінок маси та щільності. Наприклад, Астероїд 675 Людмила діаметром 68 км спочатку вимірювався як такий, що мав щільність 73,99±15.05 г/см³ у дослідженні Керрі, але вдосконалені розрахунки орбіти у 2019 році показали, що вона має значно нижчу щільність 3,99±1,94 г/см³.
Жодне інше рецензоване дослідження не намагалося визначити масу та щільність Полігімнії з часів дослідження Керрі, хоча у 2023 році дослідник Фан Лі провів попередній аналіз близьких зближень Полігімнії з іншими астероїдами та визначив меншу масу (1,03±0,40)×1018 кг. Залежно від діаметра, який використовується для Полігімнії, ця оцінка маси передбачає щільність 7,5±3,6 г/см³ або 12,4 г/см³, для діаметра, отриманого з покриття, 64 ± 6 км та діаметр, отриманий за допомогою інфрачервоного випромінювання, 54 км відповідно.

## Склад
Спектроскопія видимого світла Полігімнії, проведена за 1995 та 2002 роки, показує, що це астероїд S-типу, тобто він складається переважно з кам'янистих силікатів. Зокрема, спектр Полігімнії демонструє смугу поглинання на довжинах хвиль 0,67 мкм, що вказує на наявність олівіну та піроксену на її поверхні, подібно до астероїдів Q-типу. Оскільки Полігімнія має характеристики астероїдів S- та Q-типу, вона також класифікується як астероїд Sq-типу згідно з класифікацією SMASS. Радіотелескопи досліджували Полігімнію за допомогою радарів у 1985 році. 
У 2023 році дослідники Еван ЛаФорж, Вілл Прайс та Йоганн Рафельскі висунули припущення про можливість того, що Полігімнія може складатися з надважких елементів високої щільності поблизу атомного номера 164, якщо надзвичайно висока щільність Полігімнії є правильною, а надважкі елементи можуть бути достатньо стабільними. Однак, як зазначалося вище, Полігімнія, найімовірніше, не має такої високої щільності.